# 리스트 페렌츠 기념 박물관
리스트 페렌츠 기념 박물관(헝가리어: Liszt Ferenc Emlékmúzeum)는 헝가리 부다페스트에 있는 박물관이다. 옛 음악원 건물에 위치하고 있다. 리스트 페렌츠가 여기에서 교육했으며 1881년 1월부터 1886년 사망할 때까지 아카데미의 교직원 숙소에서 살았다. 그 후 이 건물은 정치, 사회 단체 등에서 사용되었다. 아카데미는 이미 1925년부터 기념실을 마련해 두었다. 1980년에 문화교육부가 이 건물을 구입하여 리스트 페렌츠 음악원에서 사용할 수 있게 되었다. 그런 다음 음악원은 박물관을 위한 여러 공간을 정리했으며, 그 후 1986년 9월에 개관했다..
여기에는 음악가가 연주하고 작곡한 문서, 가구, 피아노 2대 등 다양한 물건이 모여 있다.